# Dak-e Hamun
Dak-e Hamun (perz. دق هامون) je sezonsko slano jezero u istočnom Iranu, na krajnjem sjeveroistoku pokrajine Južni Horasan odnosno 2,5 km od granice s Afganistanom. Smješten je na nadmorskoj visini od 682 m i predstavlja kotlinu planine Šekaste-je Čah-Tam (729 m) čiji vrhovi zatvaraju elipsasti bazen s jezerom u žarištu. Ovo se područje nalazi između dvaju velikih jezera odnosno depresija ‒ Namakzara (‒86 m) udaljenog 16 km sjeverno odnosno Petergana (‒56 m) položenog 11 km južno. Zbog konfiguracije terena, Dak-e Hamun je hidrološki i hidrogeološki više povezan s potonjim. Jezero je pravokutnog oblika i proteže se duljinom od 1,6 km u smjeru sjever-jug, a širina mu se kreće od 0,8‒1,0 km. Na njegovu istočnu obalu nadovezuju se i dvije uske doline. Vodom ga snabdijeva niz manjih pritoka s okolnih planinskih padina, no zbog ograničenih dimenzija slijeva i vruće pustinjske klime (BWh) s izuzetno malom količinom padalina jezero je tijekom većeg dijela godine u potpunosti suho. Za vrijeme visokog vodostaja jezero ima površinu do 1,5 km² odnosno zapremninu do 375.000 m³.

## Poveznice
- Zemljopis Irana
- Popis iranskih jezera